# 特伦特号邮轮事件

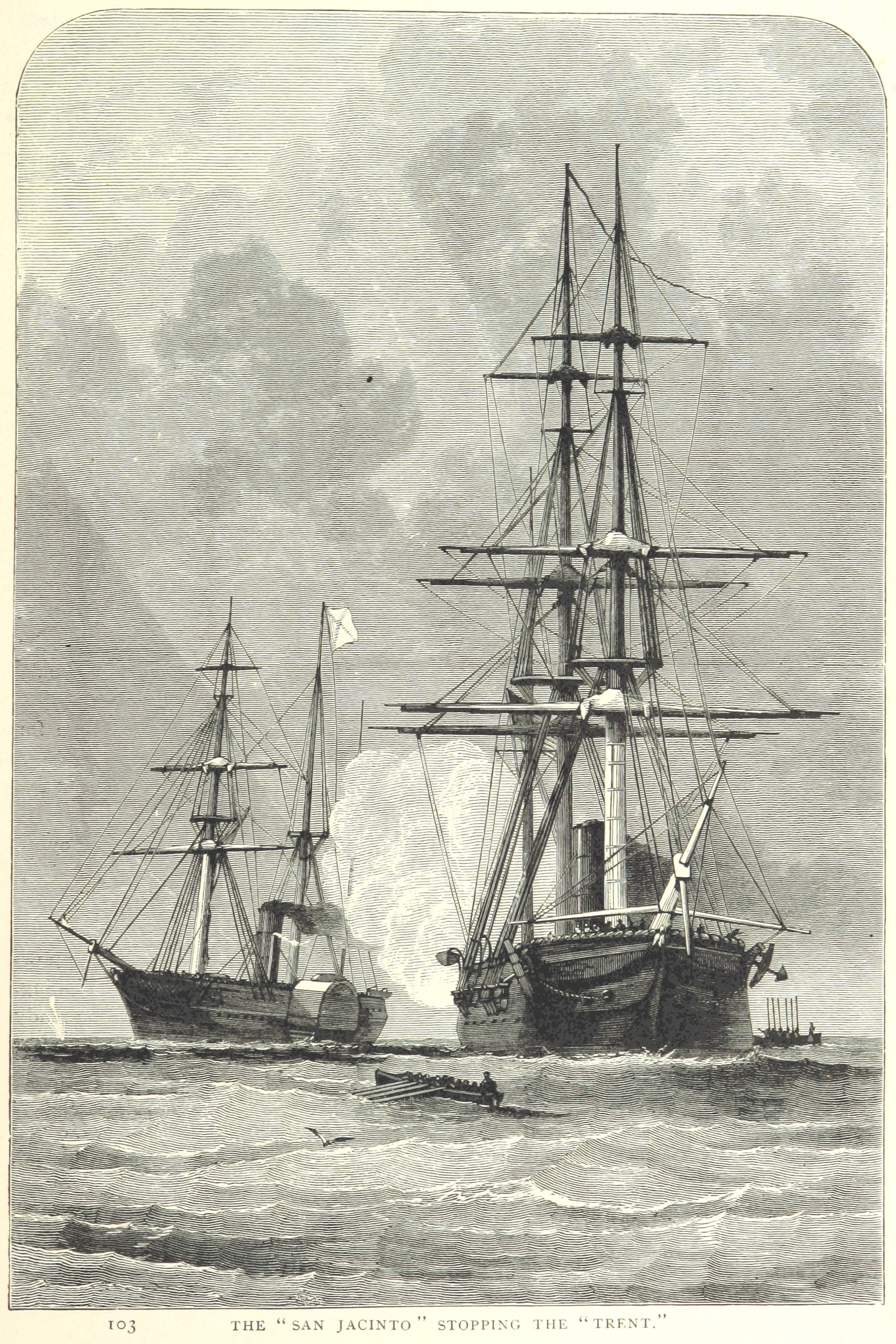
美国海军“圣哈辛托号”（右）拦阻英国的“特伦特号”邮轮

特伦特号邮轮事件（英語：Trent Affair）美国南北战争期间，美国（北方联邦）与英国发生的外交冲突。起因是1861年11月8日北方联邦海军中校查尔斯·威尔克斯指挥的北军海军舰船圣哈辛托号拦截了从哈瓦那驶往英国的英国邮轮“特伦特号”，因为船上有两位南方外交官詹姆斯·默里·梅森和约翰·斯莱德尔，南北分裂之后，南方邦聯为了寻求国际支持，向英国派出了外交官。
由于南方外交官搭乘的是英国邮轮，最初北方联邦对英国反应激烈，几乎要引发与英国的战争，但是亚伯拉罕·林肯总统和其外交顾问不想引起与英国的战端。而南方邦聯希望以此事件破坏北方与英国的关系，而使英国倒向南方一边。南方邦聯意识到南方的独立，需要得到国际特别是英国的支持。作为英国来说，这个事件被认为是侵犯了英国的主权，英国舆论愤怒地指责这是对英国的侮辱。英国政府要求北方联邦释放被扣押人员，并公开道歉，另一方面，英国又为此增加了加拿大与大西洋上的海军军力。
战争谣传的紧张气氛持续了数周之后，林肯总统释放了南方外交官，并声明：威尔克斯舰长的行动没有得到北方政府的认可。而两个外交官继续前往英国。因而避免了一场外交危机，南方邦联的目的没有达到。

## 历史背景
美利堅聯盟國以及总统杰斐逊·戴维斯最初考虑到欧洲特别是英国的棉纺产业离不开美国种植的棉花，南方以此希望欧洲各国从中调停，而达到承认美利堅聯盟國的目的。林肯纪念大学的历史学家查尔斯·哈伯德（Charlies Hubbard）写道：
作为北方联邦采取的外交政策完全相反，那就是阻止英国对南方联邦的承认。19世纪的50年代，美国和英国关系有了大幅度改善。俄勒冈州边界争端、英国染指德克萨斯州以及美加边境问题等两国之间的一系列悬案都在1840年代得到了解决。当时的国务卿威廉·H·苏厄德是南北战争期间外交政策的制定者，他致力于维持美国独立以来一直运作的外交原则。那就是美国不干涉他国事务，也阻止他国干涉西半球的事务。
当时的英国首相亨利·坦普尔的外交政策重点是在欧洲，英国需要随时注意对欧洲虎视眈眈的法国拿破仑三世政府以及崭露头角的普鲁士俾斯麦政府的动向。在美国南北战争期间，英国是基于过去的英国政策、战略以及经济利益等诸多要素构成的对美外交框架。对于西半球，与改善美国关系一样，在中美洲问题上也尽量不与美国产生冲突。作为海军强国的英国，长期以来一直坚持要求中立国尊重其对敌对国家的封锁。以这个观念，在南北战争初期，英国实际上是变相支持北方对南方的封锁，这招致了南方的不满。
当时驻华盛顿的俄国大使爱德华·安德烈维奇·斯托克尔记录道：伦敦内阁正在密切注视北方的内部分歧，并且以难以掩饰的急不可耐的焦躁等待着结果。爱德华·安德烈维奇·斯托克尔大使提示本国政府，英国可能尽早承认南方联邦。他说道：我一眼就看穿了英国的动向。他们期待我们毁灭，他们嫉妒我们的力量。对他们来说，无论是南方还是北方都无所谓，在他们眼里都一样憎恶。
南北战争开战后，驻伦敦的美国大使查尔斯·费朗西斯·亚当斯阐述了华盛顿政府的立场。他说，这次的战争是美国国内的叛乱，南方联邦不具有国际法的权利。如果英国有承认南方联邦的动向，那么则视为对美国不友好的举动。国务卿威廉·H·苏厄德给亚当斯大使的指示中说：应向英国明确表明，拥有世界广大领土以及包括苏格兰和爱尔兰的大英帝国必须小心“制造危险的先例”
当时的英国驻美大使理查德·莱昂斯向伦敦谈到了苏厄德国务卿这个人，他警告伦敦说：不得不担心他（苏厄德）可能成为一个危险的外交家。关于他对美英关系的认知，他经常把它用于政治斗争的工具……苏厄德虽然实际上没有打算与我们进行战争，但是他会选择通过向我们示威以博取他的国内声望这套政客们惯用的戏法。
虽然莱昂斯不信任苏厄德，但是1861年他以“冷静行事”的外交作风，在这次的“特伦特邮轮事件”当中和平地解决了这个危机。

## 南北外交攻防战（1861年2月-8月）
1861年11月下旬之前英美外交危机还没有显现出来，导致危机是由一连串因素累积而成的。最初是1861年2月南方联邦向欧洲派遣了由威廉·朗兹·扬西、皮尔·阿道夫·罗斯特以及安布罗斯·达德利·曼组成的访欧代表团。南方联邦的国务卿罗伯特·托姆斯指示代表团，要求他们向欧洲各国阐明南方政府的性质和目的，展开南方的外交关系，与各国商议“友好、通商及通航的条约”，并包括长期以来有关州的权利以及脱离联邦权利的的法律依据。由于南方政府的合法性和棉花成为双重攻击对象，指示中有关对封锁南方港口、走私船、与北方的贸易、奴隶制以及南方自我封锁的重要问题都忽略了，因为自我封锁实际上是南方实行的棉花禁运。
英国政府高层以至于欧洲各国政府首脑都一致认为，美国的分裂已经不可避免。英国人记得他们曾经试图以武力将前北美殖民地留在大英帝国，但是没有成功。同样，北方阻挡“既成事实”也没有道理，但是作为北方来说，这样做也情有可原。但是英国人认为战争整体的轮廓已经显现，从人道主义角度应该采取任何鼓励结束战争的行动。当时的英国外交大臣约翰·罗素指示驻美大使莱昂斯，如果可使战争结束，他可以做对其他任何政党团体的外交工作。
南方的外交使节与5月3日非正式地会见了英国外交大臣。那时，桑特堡冲突的消息传到了伦敦，但是在这次会谈中，人们还没有把它视作战争已经开始的议题。代表团强调了新国家有意要维护和平，脱离联邦是因为北方破坏了州的权利，因此正义在南方。代表团们所强调的重点是棉花对欧洲的重要性。而罗素外交大臣只是询问美利坚联盟国是不是会重新启动奴隶贸易？扬西回答：这个没有纳入美利坚联盟国的计划。罗素对代表团没有做明确的答复，仅仅答应代表团这个议题将在内阁进行讨论。
5月13日，根据外交大臣罗素的建议，英国维多利亚女王发表声明，宣布对美国内战保持中立。这意味着不论是南方的船舶还是北方船舶在外港都享有同等特权。北方的船舶可以在中立国港口接受物资和燃料的补给以及船舶维修，但是不能保证军需物资和武器的运送。能使用远离英国本土的海外殖民地港口，就意味着（南方）可以追击在世界各处游弋的北方船只。法国、西班牙、荷兰以及巴西也相继跟进。这对于处于交战状态的南方来说，无异于得到了与英国商业公司进行贸易往来，可以购买包括与北军作战的装备物资的机会。对英国来说，女王的声明意味着英国不能军事介入交战的任何一方，不能装备用于战争的船只，不能突破海上封锁，也不能运送任何一方的军需物资、文件以及人员。
5月18日驻英大使亚当斯面见英国外交大臣罗素，对英国的中立宣言提出抗议。亚当斯争论道：英国“在他们（南方）表现出保持任何形式的战争能力之前就承认了交战状态，除了在自己的港口内发挥一切可能优势之前（在南方曾经在海上表现出的私掠行为之前，就认为具有海军力量）。”美国最关切的是，（英国）认可交战状态有可能向承认南方迈出了第一步。罗素表示英国并没有承认南方的意思，但是也不排除这种可能。如果英国立场发生变化，会随时告知亚当斯大使。
在华府方面，英国的中立宣言以及外交大臣罗素与南方联邦代表团的会晤令苏厄德国务卿大为不悦。苏厄德在写给亚当斯大使的信函中指示，美国方面对英国接待南方代表团一事表示抗议，只要英国继续保持与南方代表团的接触，美国就不与英国接洽。如果英国正式承认南方政府，那么英国就与美国为敌。林肯总统审查了这封信后，将文字语气修改得和缓一些，而且让亚当斯大使不要将这封信交给罗素外交大臣，只是将亚当斯本人认为合适的部分转达给英国。尽管林肯总统将信件中的语气修改地比较和缓，亚当斯看到后依然很震惊，他感到这封信看上去似乎威胁对全体欧洲开战。在接到信函后的6月12日，他会见了罗素外交大臣，指出了英国经常会晤与美利坚合众国为敌的反叛势力的代表，罗素表示不会再与南方代表团会晤。
到了8月下旬，苏厄德国务卿发现英国为了达成《巴黎海事法宣言》的协议，正在与南方联邦秘密交涉，这会造成南方联邦获得外交承认的麻烦。1856年的《巴黎宣言》规定禁止私掠船，保护运往交战国的中立国的货物（战时违禁品除外），对海上封锁只有在有效状况下才予以承认。由于北方联邦虽然没能签署这个条约，北方宣布对南方实施封锁后，苏厄德国务卿指示命令美国驻英法两国大使重新开始谈判，以限制南方联邦使用私掠船"。
实际情况是早在5月18日，罗素指示驻美大使莱昂斯，要求得到北方联邦对《巴黎宣言》的承认。莱昂斯将这个任务交给了驻南卡罗来纳州查尔斯顿的领事罗伯特·邦奇，让他会晤南卡罗来纳州州长弗朗西斯·威尔金森·皮肯斯，而罗伯特·邦奇没有完全按照指示行事，他并没有会晤南卡罗来纳州州长，而是公开向南方联邦保证，同意《巴黎宣言》是“获得英国外交承认的第一步”。罗伯特·邦奇这个轻率行为的消息马上传到了北方联邦。于是住在查尔斯顿的英国人罗伯特·穆尔（Robert Mure）在纽约遭到逮捕。穆尔是南卡罗来纳州的民兵队大校，他持有罗伯特·邦奇签发的英国外交护照，负责传送英国外交邮件包裹。邮件包裹里除了罗伯特·邦奇寄给英国的公函之外，还有同情南方联邦的小册子，南方人寄给欧洲的私人信件以及包括有关外交承认的谈话，罗伯特·邦奇与南方联邦谈判的详情报告等文件。
面对这个事态，罗素外交大臣承认了英国政府希望从南方联邦得到对巴黎宣言中有关中立国商品（不是因为私掠）的条款认可，但是否认试图发展与南方联邦的外交关系。苏厄德国务卿没有像他对早期交战态度那样做出的强烈反应，而是放过了这件事。他要求英国召回罗伯特·邦奇，但罗素拒绝了。
拿破仑三世治下的法国外交政策目标虽然有别于英国，但是对美国内战的交战双方所采取的外交政策与英国相同，在很多情况下都与英国保持一致。对美国内战交战双方的立场，法国驻美大使亨利·梅西耶和英国驻美大使莱昂斯之间经常进行协商。6月15日两个人试图一起会见苏厄德国务卿就中立宣言阐述两国的共同立场，但是苏厄德却坚持与他们分别会晤。
1861年到1862年秋期间，担任法国外交大臣的爱德华·图弗内尔（Édouard Thouvenel）倾向北方联邦，当拿破仑三世产生了承认南方联邦的想法时，他进行了劝阻。他在6月非正式地会晤了南方代表三人团之一的皮尔·阿道夫·罗斯特，他明确告诉罗斯特，南方联邦不要指望得到法国的外交承认。
这期间，林肯总统任命了新泽西州州长威廉·L·戴顿为驻法国大使。戴顿既无外交经验，也不懂法语。好在他得到了驻巴黎总领事约翰·比奇洛的大力帮助。当驻英国大使亚当斯就关于南方交战国的承认问题向英国外交大臣罗素提交了抗议照会时候，戴顿也同样向法国外交大臣索维内尔提出了抗议。拿破仑三世为了解决美国南北双方的争端，向北方联邦提出了“调停方案”。对此，苏厄德指示戴顿可以接受法国的提议：“如果调停案是他自己的，而且可以接受的话，我们应该采取主动或接受调停。”
南方在第一次牛奔河战役获胜的消息传到欧洲之后，英国认为美国的分裂已经不可避免。杨西希望利用这次获胜的有利时机，要求会见罗素。罗素拒绝了会面的要求，而是告知杨西以书面文件进行沟通。于是杨西在8月14日提交了长篇报告，以英国应该接受南方联邦的独立为由，再度要求会见罗素。8月24日罗素回复访欧代表团，反复强调了这次的美国南北战争与上次的美国独立战争不同，这次的战争是美国的国内问题这一英国政府的立场。“只有以这次的战况或者以和平交涉而决定双方各自的立场之后，英国政府才会转变立场”。会晤没能实现，这次的交涉是英国与南方联邦之间最后一次沟通。11月和12月特伦特邮轮事件发生后，南方联邦失去了与英国的沟通渠道，完全被排除在谈判桌之外。
8月间，杨西郁郁不乐大病一场，打算辞职。此时的杰斐逊·戴维斯总统也抱定决心，一旦得到外交承认，必须把适任南方联邦大使的外交官派到英国和法国。而南方地区德高望重，且具有外交经验的合适人选是路易斯安那州的约翰·斯莱德尔和弗吉尼亚州的詹姆斯·默里·梅森。斯莱德尔在美墨战争结束前夕，被波尔克总统指派为谈判代表，而梅森曾经在1847年至1860年担任过美国参议院外交委员会的主席。
1861年7月，佛吉尼亚州的羅伯特·M·T·亨特担任南方联邦的国务卿。亨特给梅森和斯莱德尔的交代任务是，强调加入南方联邦的由最初的7各州会发展为11个州，马里兰州、密苏里州以及肯塔基州最终有可能加入南方联邦。独立的美利坚联盟国限制北方联邦的工业和海洋野心，与英国、法国结成互惠通商联盟。如果北方联邦的领土野心被限制住，西半球就有望恢复力量对比的平衡。他们将南方联邦的情况比喻为英国支持的意大利争取独立的斗争，并引用了罗素自己的书信来证明支持南方是正确的。作为重要的是，针对北方联邦施行联邦封锁是否具有合法性提出详细的证据，除了正式的书面指示之外，梅森和斯莱德尔还携带了许多支持其立场的文件。

## 海上搜索拘捕（1861年8月-11月）
由于南方对派遣外交官的出发计划没有保密，因此北方联邦掌握了他们的动向。10月1日之前，梅森和斯莱德尔一直逗留在查尔斯顿。最初，他们计划使用高速蒸汽船“纳什维尔号”突破海上封锁，直接驶往英国。可是进入查尔斯顿的海峡被北军的五艘战舰控制，由于“纳什维尔号”船吃水深，无法穿过海峡。他们也考虑到利用夜色突破封锁，但是潮汐和夜晚的大风打消了这个念头。另外也考虑了通过陆路从墨西哥的马塔莫罗斯港出航，但是这要延误几个月，这个计划也未能接受。
作为取代方案，又提出了改用蒸汽船“戈登号”（Gordon），“戈登号”吃水浅可以穿过海峡支流通道，而且速度超过12节，可以甩开北军军舰的追击。于是提出了“戈登号”（Gordon）是由南方政府花62,000美元买下？还是花10,000美元租用的方案。虽然南方联邦的财政部拿不出这多钱来，但是南方政府在当地棉商乔治·特伦霍姆的货船返航途中，作为使用其一半的货物作为交换条件，支付了10,000美元将“戈登号”买下。“戈登号”改名为“瑟奥德拉号”（Theodora），10月12日凌晨1点从查尔斯顿港出发，也顺利地穿过了北军的封锁舰船。10月14日来到了巴哈马群岛的拿骚。但是对从加勒比海驶往英国的英国船舶来说，主要出海港口的丹麦所属殖民地的西印度群岛的圣托马斯岛无法接洽驶往英国的蒸汽船。后来得知英国邮轮可能在西班牙领地的古巴，于是“瑟奥德拉号”又驶向古巴。10月15日“瑟奥德拉号”驶到了古巴外海，然而此时的燃料煤已经用光。西班牙军舰迎接了“瑟奥德拉号”。小乔治·尤斯蒂斯和斯莱德尔从西班牙舰船得知虽然英国邮轮曾经逗留过该港口，但是刚刚开走。他们被告知如果等下一个邮轮“特伦特号”的出现要在三周以后。10月16日“瑟奥德拉号”驶入卡尔德纳斯，梅森和斯莱德尔下了船后赶到哈瓦那，决定在那里搭乘下一班英国邮船 。
北方联邦政府虽然获悉了梅森和斯莱德尔出走的消息，但是以为他们乘坐的船是“纳什维尔号”。海军部部长吉迪恩·韋爾斯对此立即做出反应，命海军上将塞缪尔·弗朗西斯·杜邦派出两艘快速舰艇驶往英国方向，为了拦截拘捕“纳什维尔号”，甚至允许军舰进入英吉利海峡。接到这个军令，10月15日，约翰·马尔尚（John B. Marchand）指挥的北军蒸汽舰船“詹姆斯·阿杰号”驶往欧洲，11月初赶到了英国南安普敦港。英国政府觉察到美国正在抓捕南方的外交官，他们也以为南方外交官搭乘的是“纳什维尔号”。英国首相亨利·坦普尔针对“纳什维尔号”可能靠港的周边3英里范围，派遣了英国军舰进行跟踪，以避免在英国领海发生拘捕而引发外交争端。11月21日“纳什维尔号”靠港，但是船上并没有南方外交官，这让英国感到意外。
另一方面，北军军舰“圣哈辛托号”在舰长查尔斯·威尔克斯海军上校的指挥下，在非洲海域巡航了将近一个月，在接到了与其他舰队会合的命令后，改向西航行。10月13日“圣哈辛托号”来到圣托马斯岛。威尔克斯在圣托马斯岛得知，南方联邦的军舰“萨姆特号”7月在古巴西恩富戈斯附近的海域拘捕了北方三艘商船。虽然“萨姆特号”继续滞留的可能性不高，但是威尔克斯中校还是决定赶往那里。在西恩富戈斯，他从当地一家报纸获悉，梅森和斯莱德尔定于11月7日离开哈瓦那，先是去圣托马斯岛，接着再驶往英国这一消息。威尔克斯中校判断：若要通过古巴和巴哈马群岛之间，“特伦特号”邮船必须穿越深海的巴哈马海峡航道。威尔克斯海军中校与下属唐纳德·麦克尼尔·费尔法克斯少校探讨了在法理依据上的可施行的手段之后，做出了拦截“特伦特号”的计划。为此，威尔克斯就此问题还详查了相关法律文献，他认为依据美国的“战时管制”条例，梅森和斯莱德尔可以被美国船只拘捕。但是历史学家得出的结论是，扣押没有法律先例。
人们认为，这次的决断体现了威尔克斯的个人风格。威尔克斯被公认是“杰出的探险家、作家以及海军军官”，但是另一方面，“他又是一个顽固的、热情过度、情绪冲动的人，他有时拒不服从命令的军官。”财务部长乔治·哈灵顿（George Harrington）曾经警告过苏厄德国务卿：“他（威尔克斯）会给我们带来麻烦。他刚愎自用，判断事务有严重缺陷。在指挥重大侦察任务时，几乎将下属军官全部送交军事法庭，只有他正确，别人都是错的。”
11月7日“特伦特号”邮轮按时离港，梅森、斯莱德尔和他们的秘书们以及斯莱德尔的夫人一同登船。正如威尔克斯所判断的那样，“特伦特号”穿越巴哈马海峡，而“圣哈辛托号”就守候在这里。11月8日中午左右，“圣哈辛托号”观测到了悬挂英国国旗的“特伦特号”出现。“圣哈辛托号”先是发射了一发炮弹示警，炮弹越过了“特伦特号”船首上方。船长詹姆斯·摩尔（James Moir）没有理会，“圣哈辛托号”又发射了第二发炮弹，第二发炮弹击中了“特伦特号”前方甲板。“特伦特号”被迫停驶。费尔法克斯少校被叫到后甲板，从威尔克斯手中接到了如下文件：

- 提交搭乘“特伦特号”船的全体人名单、有关船舶文件、哈瓦那出港许可。
- 如果梅森、斯莱德尔、小乔治·尤斯蒂斯以及麦克法兰（McFarland）在其中，将他们扣留下来并送到这里。这艘船被视为战利品予以俘获。
- 这些人的所有行李物品全部扣押送到本船。属于俘虏的所有或者属于乘船人的文件类也要检查，必要时予以扣押。

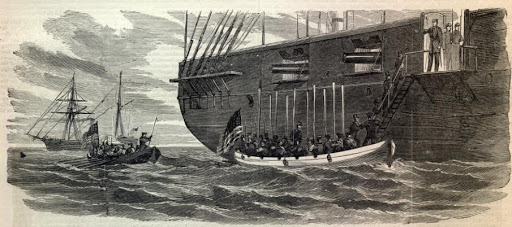
北军水兵登上“特伦特号”

费尔法克斯少校带着20多个武装士兵搭乘两艘卡特船靠上“特伦特号”。费尔法克斯少校相信威尔克斯中校并不想挑起国际争端，因此他命令武装士兵们留在小船上。费尔法克斯少校登上“特伦特号”后，来到摩尔船长的船长室，向摩尔船长传达了如下命令：逮捕梅森、斯莱德尔以及他们的随行秘书官，把他们作为俘虏送到美国军舰。船员、旅客却反过来围攻恐吓费尔法克斯少校，在小船等候的士兵们见此状况，冲上“特伦特号”，保护费尔法克斯少校。摩尔船长拒绝了费尔法克斯少校提出的要求，但是梅森、斯莱德尔走了出来，承认他们就是要抓的人。摩尔船长也拒绝美国海军搜查船内的战时违禁品。此时费尔法克斯少校已经无法控制事态的发展了，因为必须将“特伦特号”作为战利品扣押，这无疑已经构成战争行为。虽然梅森、斯莱德尔拒绝与费尔法克斯少校一起转移，但是没有拒绝士兵们将他们带到小船。
事后威尔克斯中校声称：“特伦特号”船上有非常重要，而且对美国有害的东西。再加上费尔法克斯少校没能搜查货船，未能发现外交官随身携带的文件。梅森的女儿在1906年写的记事中谈到，英国海军中校威廉作为乘客也搭乘在“特伦特号”保管南方政府的外交邮袋，之后将它交还给了在伦敦的南方代表团。这显然违反了维多利亚女王的中立声明。
按照国际法，如果在船上发现了“战时违禁品”，这个船就要求在就近扣留地的法院进行裁决，这也是威尔克斯中校最初的想法。但是，在费尔法克斯少校看来，将“圣哈辛托号”自己的船员送到“特伦特号”上，那么“圣哈辛托号”自己就会有人手不够的危险。而且对“特伦特号”上的乘客和邮件收取人也甚为不便，因此他反对威尔克斯中校的想法。作为现场最高负责人威尔克斯中校同意了费尔法克斯少校的意见，除了两名南方外交官和随从之外，同意“特伦特号”继续前行圣托马斯岛"。
“圣哈辛托号”11月15日抵达弗吉尼亚州的漢普頓錨地，威尔克斯中校将拘捕外交使节的消息发电报给华府。之后“圣哈辛托号”又抵达到波士顿，受命将被俘的南方外交官送到沃伦堡收容所。

## 北方的反应（1861年11月16日-12月18日）

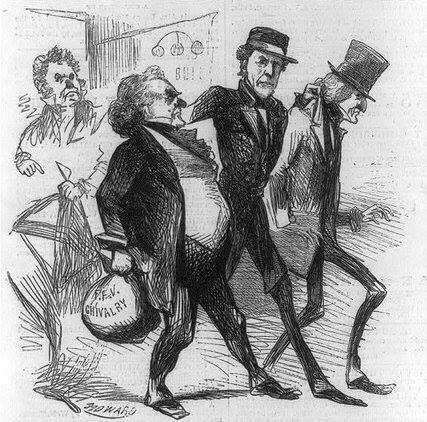
事件发生后，刊登在报刊上的漫画

大部分北方人都是通过11月16日占据了整整一篇幅的晚报报道得知了事件发生。之后直到11月18日星期一，报刊似乎都被“爱国热潮吞并了”，报刊上称梅森和斯莱德尔是“囚笼里的大使”、“无赖”、“胆小鬼”、“冷酷残暴”等等咒骂的字眼。
所有人都热衷于将这次的拘捕行动为合法化。驻波士顿的英国领事馆记载道：两个市民中就有一个人“抱着法律书籍到处游走，试图证明‘圣哈辛托号’具有拘捕英国邮船的权利。”很多报刊同样也在论述威尔克斯舰长的合法性，众多的法律专家进一步对其法理依据的正当性予以补充。哈佛大学法律教授西奥菲勒斯·帕森斯记载道，“我们确实认为威尔克斯舰长从“特伦特号”带走梅森、斯莱德尔具有法理依据，这与我们政府对查尔斯顿港实行封锁相同的权利”。著名的民主党员，曾在富兰克林·皮尔斯内阁的中担任司法部长的凯莱布·顾盛也同意道：“以我的判断，威尔克斯舰长的行为是任何一个作为国家尊严的主权和权力都必须采取的行动，无论其情况如何”。被视为海事法专家的理查德·亨利·丹纳论述道：美利坚联盟国使节是"从事与美利坚合众国为敌的工作"，因此拘捕他们是正当的。应“根据我们的自治法所规定的叛逆罪”予以定罪。前美国驻英大使和前国务卿爱德华·埃弗里特也谈论到“拘捕完全合法，而且将他们押到”沃伦堡看守所也是合理的。
11月26日，在波士顿“至尊饭店”为威尔克斯舰长举办了盛大晚宴。马萨诸塞州的州长約翰·維奇安德魯称威尔克斯舰长展现了“男子汉般的英雄伟业”，当威尔克斯说到“他们的舰炮朝着象征英国的狮子雕饰的船首轰击时”，約翰·維奇安德魯说这“令美国大快人心”。马萨诸塞州的首席法官乔治·T·比格洛（George T. Bigelow）称赞道：“与北方所有忠诚的人一样，在过去的六个月中，我一直为那些愿意对自己说：'我将承担责任的人而感叹。”12月2日北方联邦国会对威尔克斯做出的“拘捕反叛者梅森和斯莱德尔的行动是勇敢机智的爱国行为”表示感谢，国会一致通过提议授予他适当的勋章，以作为国会对他的品格予以的高度评价”
但是，随着对事态的彻查，人们对此变得怀疑起来了。海军部长吉迪恩·威尔斯后来回顾到，许多人在写信给威尔克斯时表现出的前后矛盾，一方面他们表示“对海军部的“大力支持”行动，同时却又警告他，不能将”特伦特号”送交法院，“绝不应该被允许构成以后处理类似中立义务案件的先例”。11月24日的《纽约时报》称，这件事没有先例，瑟洛·威德主办的《奥尔巴尼晚报》（Albany Evening Journal）上甚至有人建议：如果威尔克斯行使了不必要的裁量权，我们的政府应拒绝诉讼程序，并基于荣誉和正义，使英国得到一切满意。之后，又有人就此事发表评论称：梅森和斯莱德尔的被捕非常类似于美国建国以来一直反对的乱搜乱捕，并引发了1812年的英美战争这让人记忆犹新。因此作为战时禁令而拘捕人的做法没有得到大多人的认同。
亨利·布鲁克斯·亚当斯就强行拘押问题在给他哥哥的信中写道：
天哪，你们所有人都怎么了？你现在抛弃我们建国之父的伟大原则到底意味着什么？难道要重蹈英国人的愚蠢覆辙吗？亚当斯家族所有人都曾经抗议和抵抗的原则，你现在却主张维护是什么意思？你发疯了，你们全都发疯了。
人们也开始意识到，解决这个问题的可能不在于合法性，而在于避免与英国发生严重冲突的必要性。老政治家詹姆斯·布坎南，托马斯·尤因，刘易斯·卡斯和罗伯特·J·沃克都公开表示必须释放南方外交使节。到12月的第三周，许多社论意见开始表达出这些意见，呼吁美国要准备释放这些被囚的人。然而威尔克斯并没有下令这样做，反而在“圣哈辛托号”军舰甲板上设立奖赏以传播这个信号。
北方联邦最初对这件事件是否降温非常犹豫。国务卿苏厄德根据美国长期以来对国际法的理解，没有立即释放这两个南方外交使节。11月末他在给亚当斯的信中写道：威尔克斯舰长的行动虽然未经过政府的授意，但是在英国做出反应之前把这个信息先压下来。他反复强调对南方联邦的外交承认可能会导致（与英国）的战争。
林肯总统虽然最初也为拘押南方使节而喝彩，并继续扣押被俘人员。但是实际上对此有过如下描述：
我担心叛乱者会成为麻烦，我们完全有权做威尔克斯船长所做的事情。但是我们必须遵守美国的中立原则，如果英国对此抗议并要求释放被囚者，我们必须释放他们，并因为违反美国的中立原则而道歉。这个原则是为了维护和平中立而约束美国，所以要承认这60年来美国一直在犯错
12月4日，林肯总统会见加拿大财政部长亚历山大·蒂里希·高尔特，林肯表示美国无意与英国以及加拿大为敌。当高尔特具体询问到“特伦特号”事件时，林肯回答道：“这会得到妥善解决的”。高尔特将会谈内容转告给了莱昂斯驻美大使，莱昂斯也将信息转达给了英国外务大臣罗素。尽管林肯总统释放出善意的信号，但是高尔特写道：“美国政府的政策决定受舆论导向，目前的状况不容乐观，我们不应该改变先前的不要期待美国政府的态度。”在美国国会提交的政府年度报告中，林肯并没有提及“特伦特号”事件，但是根据战争部长西蒙·卡梅伦的推算，美国当时可以动员300万人的陆军兵力，他表示“（美国）即便是陷于内战，也有能力保卫国家不受外来的侵犯”。
金融界也与事态的发展息息相关。当时的财政部长萨蒙·波特兰·蔡斯担心这个事件会影响到美国在欧洲的利益。他留意到纽约市银行打算暂停黄金支付，于是在圣诞节那天举行的内阁会议他长篇大论地阐述了他对国务卿苏厄德的支持。蔡斯在日记中写道：我的目的是释放梅森、斯莱德尔，这虽然对我来说这很痛苦。但是当事情变得不确定时，我们不能承受任何延误。公众的心理坎坷不安，我们的商业将遭受严重损害，我们对叛乱分子的战争也必然会受到严重阻碍。历史学家沃伦说：“特伦特号事件虽然不至于引起国内的银行危机，但是它会使建立在公信基础上的战时金融体系因偶然因素而崩塌。”
12月15日，英国的初步反应传到了北方。英国于11月27日得知了此事的发生。当苏厄德国务卿拿着第一条消息的报纸来到总统办公室时，林肯总统与参议院议员奥维尔·希克曼·勃朗宁在一起。报纸报道了英国首相亨利·坦普尔要求释放被拘押人以及美国公开道歉的消息。勃朗宁认为英国为此挑起战争的可能性是极为愚蠢的，但美国也不惜为此一战。在当晚的外交晚宴上，苏厄德国务卿当听到威廉·霍华德·拉塞尔说“我们将会使全世界陷入火海”这句话时，议会气氛骤然一变。12月16日、17日连续两天，议会就这个问题进行讨论，鸽派的民主党议员克莱门特·瓦兰迪加姆提出因此事涉及美国的名誉，应继续扣押被俘人员的提案。这项动议遭到反对，并以109票对16票转交委员会审议。而直到12月18日之前，美国政府一直观望英国的反应。

## 英国的反应（1861年11月27日-12月31日）
当美国海军军舰“詹姆斯·阿杰号”抵达南安普敦后，舰长马尔尚（Marchand）从《泰晤士报》得知他们要搜寻的目标去了古巴，他发出了豪言：南方使节即便是登上了英国船舶，在必要时美国军舰也准备在英国海岸线看得到范围内将两个使节抓捕。报刊刊登了马尔尚舰长的这番发言后，引起了英国外交部的担忧，于是英国外交部就（美国军舰）从英国船拘捕这些人的法律依据，向三位法律界人士（女王法律顾问，律政司和总检察长）征求了有关司法方面的意见。11月12日他们以书面对英国外交部做出了如下答复：
美利坚合众国的军舰在英国海域之外遇到英国邮轮（这是以内阁提出的假设），可以拖拽、登船、搜查文件、打开普通邮袋检查其内容。但是，不得打开给英国政府官员以及相关部门的邮袋和包裹。至于美利坚合众国的军舰在西印度群岛拘捕邮船的船员，并将其带往美国的港口，可以遵从拘捕地法院的裁决。但是没有将梅森、斯莱德尔作为俘虏押走转移，而让邮船继续航行的权利。
11月12日英国首相亨利·坦普尔向亚当斯大使转达了个人看法，如果南方使节被美国海军从英国船上劫持的话，将会提出抗议。坦普尔首相强调抓捕南方使节从各方面来说都是欠考虑的，英国不会因为南方使节在英国就改变英国的既定政策，坦普尔也对美国海军军舰停留在英国领海表示疑虑。对此亚当斯大使当着坦普尔的面，宣读了授予马尔尚的手令（马尔尚在英国逗留期间拜会了亚当斯大使），并阐述道，这项命令仅限于从南方联邦船舶上拘留梅森、斯莱德尔。
实际上，11月17日以后梅森、斯莱德尔被拘捕的消息才传到伦敦。大部分的公众舆论认为这是对英国的侮辱和公然践踏海事法。《伦敦记事报》的报道代表着这种大众情绪：
苏厄德先生…正在竭尽全力与整个欧洲干仗，这种理智欠缺的刚愎自负误导着美国人，使他们以为凭着像小人国里一样的舰船和那些乌合之众的军队，就可以和法国陆军、英国海军平起平坐
伦敦这种“标准”的看法将这个拘捕戏视为“这个举动不过是将我们（英国）作为打击目标的一系列计划的其中一环，其目的想让我们卷入与北方的战争”。一个到访英国的美国人在给苏厄德国务卿信中写道：“这里的人们几乎都疯了，如果让1000人投票，恐怕会有999人赞成立即与美国（北方）宣战。”英国国会某议员表示：如果美国不能正确地处理这个事件，那么英国国旗会撕成碎片送到白宫的美国总统厕所里。因这个事件，在利物浦由“未来南方联邦”发言人詹姆斯·斯彭斯（James Spence）发起了一场反美（北方）集会。
《泰晤士报》在12月4日刊载了发自美国（北方）的最初报道后，记者威廉·霍华德·拉塞尔就美国的反应写下了一下的评论：“（美国）民众的中下阶层大都有暴力倾向，他们充满了骄傲和虚荣，如果有人建议做出任何哪怕是体面的让步时，就会引火上身。”《泰晤士报》的主编约翰·撒迪厄斯·德莱恩采取了温和立场，警告人们不要“以最坏的眼光看待这一行为”。并且表示：虽然在林肯总统就任初期时，英国曾表示出对国务卿苏厄德的疑虑，但这是否就意味着美国真的会与欧洲列强叫板这种看法需要慎重。

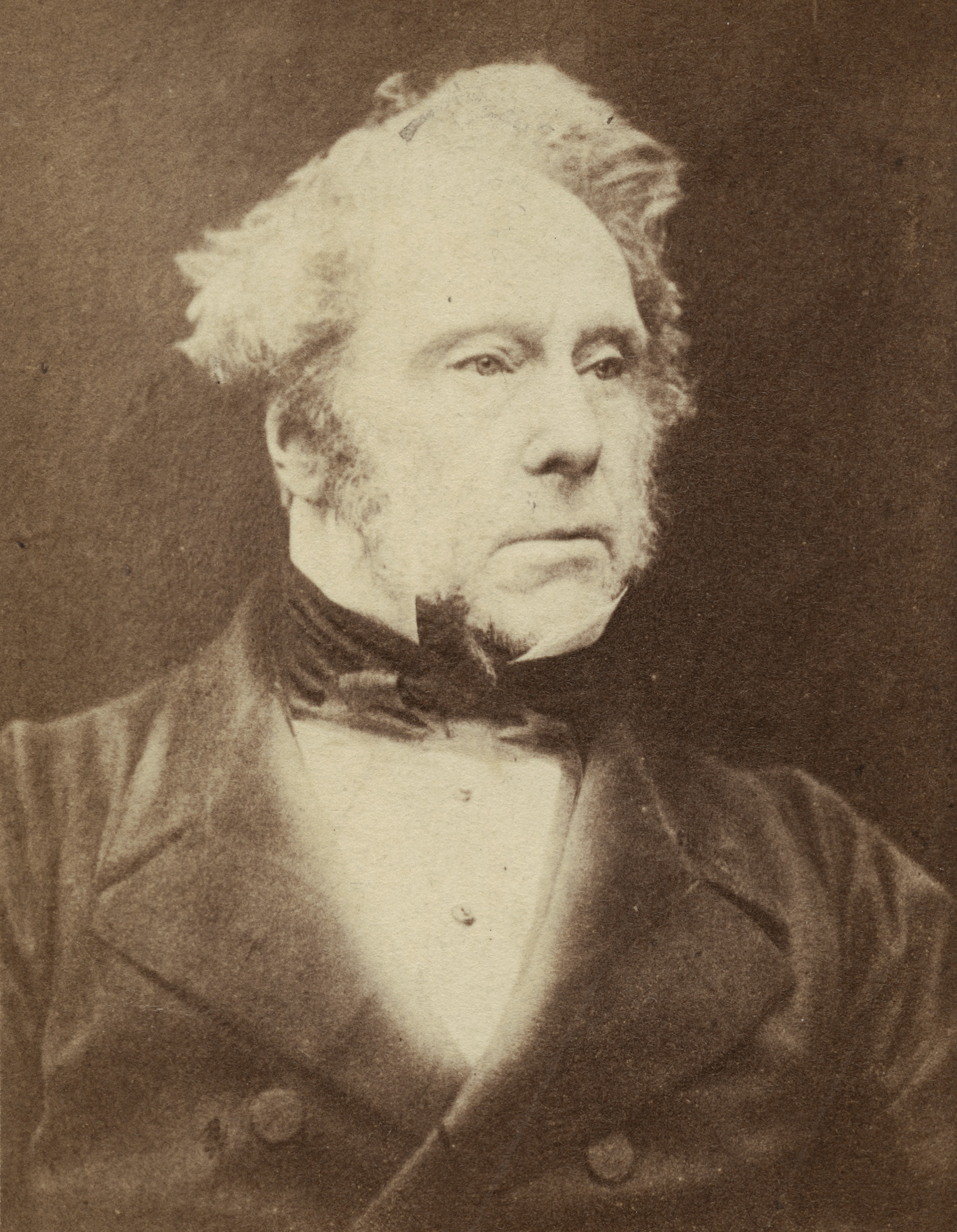
英国首相亨利·坦普尔

当时搭乘“特伦特号”的威廉斯中校回到伦敦后，他在海军部与英国首相洽谈了几个小时，英国政府从他那里获得了第一份可靠信息。英国政府的最初反应是对美国坚持不让步。前外务大臣乔治·维利尔斯伯爵表达了很多人的感受，他指责苏厄德“试图向我们挑衅，当他（苏厄德）觉得在华府做不到时，他就决心在海上做”
罗素外务大臣要求召开紧急内阁会议，而亨利·坦普尔首相则要求法律官员根据实际状况准备简要，并计划在两天后的星期五召开紧急内阁会议。11月29日。亨利·坦普尔首相还通知英国陆军部，暂时搁置原定于1862年进行的消减预算方案。11月19日罗素外务大臣会晤了亚当斯大使，以确定他是否可以阐明美国方面的意图。而亚当斯大使不知道苏厄德已经给他写了一封信，表明威尔克斯的行动没有任何命令，也无法向罗素提供任何可能缓和局势的信息。
亨利·坦普尔首相相信他已经从亚当斯那里获得了口头协议，即英国船只不会受到骚扰。据报道，内阁紧急会议一开始，坦普尔首相就将帽子甩在桌子上大声说道：“我不知道诸位采取什么立场，但如果我这样做，我将受到诅咒。”在会议上当众朗读了法律报告，并认为威尔克斯的行为违反了国际法。驻美国大使莱昂斯的报告分发给了全体与会者，这份报告书传达了美国国内支持拘捕南方使节的举措，这其中还谈及了莱昂斯大使以前曾担心苏厄德国务卿会引发类似事件的警告，他认为，美国不会认为威尔克斯犯了错，同时，他还建议向加拿大派遣军队以展示军事力量。亨利·坦普尔首相提醒罗素外务大臣这个事件很有可能是苏厄德为引发与英国冲突而设下的“周密计划好的羞辱计划”。
会议持续到11月30日，罗素外务大臣将发给莱昂斯大使并由他转交给苏厄德国务卿的文书草稿送交给维多利亚女王，女王再将这个文书交给阿尔伯特亲王让他详细阅读。那时阿尔伯特亲王已经身患重病，他通读了文书后，觉得最后的几段文字显得火药味太浓，于是用委婉的口吻做了修正：
女王……希望美国海军舰长的行为并非来自授命。或者是他本人误解了政府的授命而采取的行动，并且美国政府必须充分理解到英国政府不能允许其国旗受到侮辱，以及邮政航行受到威胁，英国政府不想认为美国政府是有意侮辱我们的国家，以及在诸多麻烦事情上火上浇油。为了满足我们的要求，我们希望美国必须做出释放无辜的乘客以及做出道歉这一必要的补救措施
英国内阁在呈交苏厄德国务卿的文书添加了阿尔伯特亲王的意见，这封文书给了华府一个台阶，让华府否认威尔克斯的举动和阻止任何美国人侮辱英国国旗的意图。当时英国还拘泥于要求美国释放扣押人员和赔礼道歉。当时给莱昂斯大使的指示是，给苏厄德国务卿七天期限，如果得不到满意的答复，英国将关闭驻美大使馆。而罗素外务大臣私下交代给莱昂斯大使，在将正式文书交给苏厄德国务卿之前，事先向他透露文书的内容。莱昂斯认为，只要被扣押人员获得释放，“即使美国不道歉也可以接受。”这个信息英国通过亚当斯驻英大使充分做了说明。罗素外务大臣反复强调：必要时英国不惜一战。他提议最好的解决方法是，“（林肯总统）将苏厄德解职，换上一个温和理性的继任者。”这个文书于12月1日由“欧罗巴号”携带启程，于12月18日抵达了华盛顿。

### 外交渠道
作为英国，在准备军事行动的同时，为了等待美国的回应，在12月剩余的时间内停止了外交活动。“特伦特号”最初的消息传来时，英国金融市场引起了混乱。12月初就下跌的金边债券，此时又下跌了2%，降到了克里米亚战争初年的行情，其他的债券也下跌了4%或5%，铁道股和殖民地以及外国的债券也随之下跌。《泰晤士报》指出，金融市场正在做出反应，战争似乎已经不可避免。
最早考虑到英国人对拘押南方外交使节的适当反应时，有人就担心拿破仑三世会利用美英之间爆发战争的机会，趁势蚕食英国在“欧洲或其他地方”的利益。法国和英国在印度支那半岛、苏伊士运河、意大利以及墨西哥都发生过利益冲突。亨利·坦普尔首相认为，法国在西印度群岛储藏煤炭就是为了对英国的战争准备。虽然法国海军力量不及英国，但是在克里米亚战争显示出法国能足以对抗英国海军，如果法国能够建造铁甲舰，对英吉利海峡的威胁是显而易见的。
然而，法国的行为迅速打消了英国的疑虑。11月28日，在还没有得到英国还没有正式反应以及法国驻美大使亨利·梅西耶的情报来源之前，拿破仑三世召开了内阁会议。他们认为美国的行为有违国际法，同意支持英国的立场。法国外交大臣爱德华·图弗内尔在写给伦敦的查爾斯·約瑟夫·弗拉奧伯爵的信中请向英国转达法国内阁的意见。当索维内尔得知了英国方面的文书内容后，向英国驻法国大使亨利·韋爾斯利伯爵转达了法国完全支持其文书内容，12月4日又向梅西耶大使发出协助莱昂斯大使。
当美国陆军总司令、苏厄德的知己温菲尔德·斯科特将军来到巴黎后引起了不小的轰动。在“特伦特号”事件发生之前，他的任务是将美国（北方）向欧洲各国宣传和说明北方联邦的政策，以此来制衡南方的外交攻势。这对英国驻法国大使亨利·韋爾斯利伯爵来说，简直是天赐良机。当时盛传着斯科特指责苏厄德国务卿操纵了林肯总统，对拘捕事件应全部承担责任的流言。对此，斯科特于12月4日发表的文章中予以否定。这篇文章刊登在巴黎的《宪法报》和其他的欧洲办刊上。斯科特否认流言的同时，斯科特说：“任何审慎的直觉都促使我们的政府不应为维护与大不列颠的友谊而付出太大的面子上的牺牲。”
作为对美国（北方）持温和看法的大力支持者，英国反谷物法同盟的领导人约翰·布赖特、理查德·科布登论述到，他们都不认为美国的行动在法理上具有合法性，但又坚持认为美国并没有攻击英国的敌意。有人认为这个事件是华府故意设下的布局，布赖特对此表示质疑。12月初，在对公众演讲中，布赖特对英国的军事准备活动提出抨击：“在我们的代表还没有到美国之前，我们还没有听到回音之前，难道我们就要全副武装、剑拔弩张吗？”科布登与布赖特一起公开演讲，并在报刊上发表文章，并给无法参加集会的会议组织者以及英国海内外有影响力的人士写信。随着时间推移，人们听到越来越多的反战声音，英国政府内阁也开始考虑寻求包括仲裁等战争以外的手段来解决争端。

### 军事布局（1860年12月-1861年12月）
在美国南北战争爆发之前，出于全球利益的考虑，英国就认为需要对分裂的美国采取军事对策。1860年海军准将亚历山大·米尔恩就任驻北美和西印度群岛的英国海军司令。1860年12月22日上任后不久，米尔恩发布的命令中就指示，“美国国内所发生的矛盾冲突乃至社会分裂的过程中，我们要避免激怒任何美国党派或表示站在对立双方的其中一边。”直到1861年5月，米尔恩根据这道命令，并作为英国海军长期以来的政策，为避开可能发生骚乱的港口，尽量避免接近美国海岸。5月13日米尔恩发布了中立宣言，由于担心南方联邦的走私船与北方联邦的海上封锁可能威胁到中立国英国的权益，米尔恩的军力得到增强。6月1日，英国港口关闭了对所有海军的给养，这等于变相协助了北方联邦。米尔恩曾经观察监视过北军对南方封锁的有效性，但是从没有尝试打破封锁是否有效，11月英国海军取消了观察监视。
6月14日米尔恩收到了来自莱昂斯大使的来信，信中写道：“我们不能断定，‘美国在任何时候突然向我们宣战的这件事是不可能’。”米尔恩为此向各舰队发出了警告，6月27日他写信给海军部指出西印度群岛防御薄弱，要求增加军力。谈到牙买加时，他在信中写道：“工程计划粗劣，大炮不能移动，炮架破烂不堪、炮弹生锈、没有存放所有物资的仓库，火药库也潮湿荒废了。”现有的军力仅够守护商业和防御地点，而且很多都无法胜任，为预防突发事件，执行特殊任务的舰船只有一艘。
对此，英国首相亨利·坦普尔倾向加强米尔恩军力的意见。但是海军大臣爱德华·西摩公爵表示反对，他认为现有的主要由蒸汽船组成的英国海军远胜于以木帆船为主的美国海军舰队，而且不愿意为重新打造巨大的舰队而承担必要的开销，内阁为此搁置了向米尔恩增加军力的提议。历史学家肯尼思·伯恩 (Kenneth Bourne 1903-1992)后来为此评论道：“当特伦特号事件的消息传到英国时，英国人并没有为战争做好充分的准备，如果北方联邦不让步，几乎所有人都认为战争不可避免。”
1861年3月末英国陆军的海外兵力部署为，2,100人正规军部署在加拿大诺瓦斯科舍省，在不列颠哥伦比亚省、百慕大以及西印度群岛各地全部兵力为2,200人。加拿大总督兼北美英军总司令芬威克·威廉斯尽管已经竭尽全力，但是他给英国政府的信函中反复强调，为确保防御准备工作的万无一失，他需要大量的增援。
5月至6月间，从英国本土向北美派出了一些增援部队。因联邦封锁和“特伦特号”事件的压力，亨利·坦普尔首相打算将援军兵力增至10,000人时，遭到了反对。英国陆军部大臣乔治·康沃尔·刘易斯对英国是否真的受到威胁表示质疑。他认为很难想象任何具有理性的政府会在内战时候四处大量树敌，甚至与英国这样强大的国家为敌。6月21日经过国会辩论，通过从政治、军事以及经济等因素考量，最终决定反对继续增派援军。这在之前国会曾经讨论过是否应该将北美的防务从英国本土移交给当地政府。殖民地大臣亨利·佩勒姆·克林顿公爵认为，威廉斯要求增加援军的提议是过去数年来一直持续不断的一部分，这期间都接受了众多的要求和提案。亨利·佩勒姆·克林顿担心，如果对派驻北美的援军不能提供足够的兵营以越冬御寒，会导致士兵离队的严重问题。
特伦特事件发生后，英国政府第一次意识到军事手段是保卫国家利益的根本。首席海军大臣爱德华·西摩公爵认为，加拿大无法抵挡美国的进攻，如果失去加拿大再把它夺回来既困难重重且代价高昂。历史学家伯恩论述道：“自1815年以来英美关系一直模糊不清，国会下院考虑到节省财政经费以及面临着的实际困难，对英美之间可能爆发的战争缺乏准备”。爱德华·西摩公爵则建议与美国进行的是海上交战而不是登陆作战 。
英国领地的印度当时是北军火药的硝石主要来源产地。当外务大臣获悉“特伦特号事件”后数小时之内，立即通知停止印度硝石的出口。“特伦特号”事件的消息传到英国，迅速引发了英国的军事准备。英国陆军部大臣乔治·康沃尔·刘易斯向议会提交了在一周之内向加拿大增派3万支步枪、一个炮兵大队以及数名军官的提案。12月3日在给英国首相亨利·坦普尔的信中谈到，“我提议使用冠达号蒸汽船，下周运送一个步兵连和一个炮兵队。”之后，他有送交了建议尽快运送3个步兵连和更多的炮兵部队的报告。但是，此时的北大西洋已经进入严冬，圣劳伦斯河开始冻结，援军不得不在诺瓦斯科舍省登陆。
罗素外务大臣担心乔治·康沃尔·刘易斯和坦普尔首相行动过早，会丧失到手的和平机会，因此要求成立一个小委员会以协助刘易斯和利·坦普尔首相制定战争计划。这个委员会于12月9日召集成立。小组委员会的成员是：首相坦普尔、刘易斯陆军大臣、海军大臣爱德华·西摩、外务大臣罗素、殖民地大臣克林顿、樞密院議長格兰维尔·莱维森·高尔以及乔治亲王等组成，乔治·罗宾逊(刘易斯的副手)、第一代西顿男爵约翰·科尔本（前加拿大驻军总司令）、約翰·福克斯·伯戈因（防御要塞总督察官）以及帕特里克·伦纳德·麦克杜格尔（前加拿大皇家步枪兵司令）等人为顾问。委员会的首要课题是加拿大的防务，其方针的指定主要依据以前制定的防御计划以及委员会根据来自专家的证词确立的信息。
当时的加拿大拥有与5,000名正规军同等数量未经训练的民兵，这些民兵中间只有1/5进行了训练整编。英国于12月中旬可以使用18艘运输船，从英国本土运送11,000名士兵，到12月末再可增加28,000名士兵。英国预测美国会以最少5万，最多20万兵力的入侵加拿大，对此，从英国本土派出的士官942名，士兵17,658名的援军在危机过后的12月末抵达到加拿大。
加拿大驻军总司令威廉斯将军分别于11月和12月巡视了防御要塞。历史学家戈登·沃伦（Gordon Warren）写道：威廉斯将军才发现“要塞要么是朽烂，要么就干脆不存在，而对此进行必要的补救工作却令人乍舌。”为了守卫加拿大，英国政府估计需要10,000名正规军和100,000名预备役部队，后者可以组成军队并骚扰敌人的后方。作为加拿大有两大潜在的兵源，一个是它可以动员全国16岁到50岁的当地男性居民，另外一是一支此类似于英国步枪军团的志愿者组织。历史学家肯尼思·伯恩(Kenneth Bourne 1903-1992)对此做了如下描述：
- 肯尼思·伯恩简介（英文） （页面存档备份，存于）

尽管有如此骄人的记录，但是加拿大的民兵不过是“纸上谈兵”。虽然根据加拿大的法律，从18岁到60岁的男子有义务服役，但是这些只不过都是将当地居民登记在册的花名册而已，唯一能够派用上场的是志愿兵。根据军务管理处的统计，这些志愿兵仅仅接受过6天至12天的年度训练。在被授予兵役的5,000名志愿兵中，1861年期间只有4,422人。殖民地大臣克林顿评论道：“这是少的可怜的军队。而且他们当中大部分如果没有自去年没有改善现状的话，等于没有接受训练”

威廉斯将军培养，武装和训练这支军队的任务与一年前内战开始时美国北方联邦和美国南方联邦所面临的任务没有什么不同。在加拿大省备有25,000支武器，其中10,000支是滑膛枪炮，海军配备有13,000支步枪和7,500门滑膛炮，在英国可以随时都可以得到武器供应，但把这些武器运到加拿大却很困难。12月6日，与英国向墨尔本提供30,000支1853式恩菲尔德步枪的同时，据《泰晤士报》的1862年2月10日报道，英国同时也将10多万的现代化武器装备和2,000万发弹药运抵到了加拿大。
12月2日，在威廉斯的敦促下，加拿大政府同意将其现役志愿兵人数增加到7500人。在面临战争的压力之下，到了1862年5月，志愿人员的人数增加到了13,390人，尽管“用得上”的志愿兵人数仅为11,940人。12月20日，威廉斯将军开始从38,000名当地民兵的各个连队中挑选了由一支75人组成连队开始训练，最终目的是将志愿兵的数量增加到10万人。历史学家沃伦这样描述了当地居民组成的民兵：
这些未经过训练，纪律散漫的民兵们着装五花八门，有人用菩提树皮当腰带，有人帽子上插着绿色树枝。携带的武器也是各式各样，燧發槍、散彈槍、步枪、钐刀等等参差不齐。军官下达命令要用“请”，命令队列向左转，这些乡野村夫们却张皇失措地乱了队形。
直到1862年春季，考虑到加拿大无法与美国作战，整个军事计划是在加拿大没有正规军的前提下制定的。英国的战时内阁中出现了两种意见的分歧，一种意见是麦克杜格尔（MacDougall），他认为北军会中断与南方的内战，全力转向加拿大；另一种是伯格恩（Burgoyne）意见，他认为美国内战将会持续下去。但是双方的一致意见是加拿大无法抵御面对美国发动的大规模地面战。加拿大的防卫体系应寄托在广泛的要塞工事和控制五大湖。伯格恩（Burgoyne）强调以坚固的防御工事加强防守是加拿大的强项，但是以前制定的防御要塞计划基本上没有得到执行。在11月时，加拿大和美国在五大湖都没有海军部署。直到1862年春，这一直是英军的软肋。
为了弥补他们在美国进攻中的劣势，有人提出了英国从加拿大进攻美国的想法。这种提案是，如果能成功地占领了波特兰和缅因州的大半，那么就可以沿着东西两端的通信线路和运输线，分散美国对加拿大的入侵兵力。伯格恩（Burgoyne）、麦克杜格尔（MacDougall）、希顿（Seaton）都支持这个方案，英国陆军部大臣乔治·康沃尔·刘易斯于12月3日将这个提案交给了首相亨利·坦普尔。但是（英国）并没有为此做好战争准备，因此这个方案的成功与否取决于英美开战后就迅速发起攻击。麦克杜格尔（MacDougall）认为，缅因州有一股势力希望与加拿大合并，这股势力应该可以协助英军的进攻。对此，米尔恩海军司令和水路测量师华盛顿上尉认为，如果有这样的内应势力，最好先按兵不动，最好等待缅因州出现了“希望脱离美国，与加拿大合并”的明显动向之后再派兵进入该地区。
据泰晤士报驻蒙特利尔记者报道，直到12月23日后，加拿大拥有了足以对抗外国入侵的6万多武装兵力，而在一个月前加拿大还是敌人的饵料。而一个月后，已经武装到了滴水不漏，在冬季，提升了作战能力的队伍都能发挥出坚固的防卫力。
“特伦特号”事件的前后，英军在加拿大的兵力部署为：
- 1860年，4个步兵营、4个要塞炮兵营
- 1861年7月后向加拿大增加了3个步兵营，1个炮兵营以及可以其他调派的军力
- “特伦特号”事件后，又进一步增派了9个步兵营、5个野战炮兵营、8个要塞炮兵营、3个工兵连等。

1862年初，英军在加拿大部署的总军力为：14个步兵营、6个野战炮兵营、12个要塞炮兵营、3个工兵营以及其他后援部队。

相对而言，美国方面从1861年4月才开始进行战争动员，最初的三个月内招募了75,000士兵。7月间号召50万长期服役（2年期或3年期）的士兵应募。直到1861年12月31日根据公开记录，当时有425,000为现役军人，除此之外的52,000人当中，有些是临时的“日雇佣兵”，有些是患病者，有些是被关押者。这些士兵们组成了连、旅、师的建制，一个师的建制由三个旅步兵（各有3至4个营的兵力组建）与3至4个附属炮兵营组成。1861年组建师编制（最初是7月的波多马克军团的纳撒尼尔·P·班克斯军团），到1862年1月，波多马克军团配置了13个师、佛吉尼亚州西部配置了2个师、马里兰州配备了1个师（安布罗斯·伯恩赛德军团）、南卡罗莱纳州配置了1个师（威廉·特库姆塞·舍曼军团）、俄亥俄州配置了5个师、密苏里州和田纳西州各配备1个师。总计24个师。这个统计没有包含其他旅一级的部队，还有从缅因州到加利福尼亚州的各个要塞和守备部队。增加的军团在1862年才组建完成。
作为英国的军力强项，在必要时能都与美国进行较量的是海军。12月1日，海军部在写给罗素外务大臣的信中指出：“要注意到（米尔恩）有可能采取必要的手段来保护来美国、西印度群岛以及与英国之间的重要贸易。”海军大臣爱德华·西摩向世界各地的英国海军部队发出临时命令，以准备攻击可能在任何地方发现的美国航运。内阁还同意，建立和维持严格的封锁对英国的成功至关重要。
1864年米尔恩这样地描述了当时他自己制定的作战计划：
为了确保我们的基地，特别是百慕大和哈利法克斯市，邓洛普（Dunlop）将军麾下的驻墨西哥舰队与我指挥下的驻百慕大舰队，封锁了南部港口，紧接着我的舰队又封锁了北部主要港口，进而与南部舰队协同封锁切萨皮克湾
关于和南方联邦共同作战的可能性，海军大臣爱德华·西摩在给米尔恩将军的信中写道：
从整体而言，在做出攻击华盛顿或巴尔的摩的姿态时，最好避免（与南方）大规模联合行动（涉及到舰队活动除外），实践证明，不同国家的军队组成的共同作战部队往往会产生很大的弊端。在这种情况下，作为防守的敌方往往比联合作战的进攻军队更占优势
海军大臣爱德华·西摩反对进攻防御坚固的要塞，米尔恩也赞同此观点，并进一步论述道：
战争的目的在于瘫痪敌方的战力。这是首要任务，而在执行这个任务中，舰船是最关键的。仅仅攻击要塞达不到战争目的。现代观点认为对城镇的任何破坏都是不可接受的。如果对锚泊在港口的舰船开火，城镇必定遭受重创。因此不能对其舰船开火。这意味着只能对海上的舰船采取行动。对一个不设防或者防御力薄弱的城镇，采用的方式是实行封锁，并要求支付赔款。
英国坚信它的海军力量超越美国海军，尽管北军的舰船数量多于米尔恩的舰队数量，但是北军的舰队多是以商船改装后的舰艇，而英国海军的作战火炮的数量可完胜美国。但是历史学家肯尼思·伯恩 (Kenneth Bourne 1903-1992)则指出，两国海军都面临着从木帆船转换为铁甲船的过程，这个优势在战争期间可能会改变。特别是英国海军的铁甲舰吃水深，在美国海岸线沿岸难以操控。如果对美国港口实行封锁，就不得不依赖木制船，而这恰恰又容易遭受到美国铁甲舰的攻击。
当然，军事选择已经不需要，历史学家沃伦得出这样的结论：“尽管英国海军依然强大，但是从17世纪到18世纪，英国的世界霸权在渐渐消弱，这个历史趋势已无可挽回。”军事历史学家罗塞尔·威格利（1930-2004）也同意此观点，并进一步论述道：
英国海军在一段时间有着一个空白期，除了遭受到来自法国的不成气候的挑战之外，几乎没有重要的对手。至少从表面上看，英国海军还保持着优势。然而，当时英国海军已经感到在北美海岸线行使作战已经有所力不从心的感觉。随着蒸汽船的出现，就像在1812年的英美战争期间海上封锁舰队那样，在美国水域里，最优良的战舰实行无限制巡航的能力都会被摧毁。即便是在哈利法克斯设有基地或者得到南方港口的帮助，英国海军也会发现试图在美国（北方）海岸保持军事基地所面临的风险。而舰队要发动跨大西洋的战争，那就等于远离母港而与相隔万里之外的强敌作战。在太平洋战争的日美海战之前，还没有任何蒸汽舰船在远离本国向远方的强大对手挑战而成功的例子。
1862年12月，当时的英国陆军总司令乔治亲王就“特伦特号事件”的英国军事对策进行了分析总结：
我们没有走到战争边缘以显示我们的军威，但是我并不为此后悔。它对美国和世界都是一个宝贵的教训，那就是英国在必要时，可以做到要做的一切。它证明了一个事实，我们的军事力量能绝像有些人们所想的那样微不足道。我们的各个军事组织现在如此，在任何时候，它都可以准备好应对一切出现的危机。它也证明了我们拥有一支能够处理任何困难局面的团队。

## 事态的解决(1861年12月17日-1862年1月14日)
1861年12月17日，美国驻英国大使亚当斯收到了来自国务卿苏厄德于11月30日写的信函。上面写道，这次的事件是威尔克斯舰长在没有获得命令时擅自采取的行动。亚当斯立即将此事告诉了英国外务大臣罗素。罗素虽然为此受到鼓舞，但是在英国正式回复之前没有任何行动。这个消息虽然没有公开，但是有关北军意图的传言在报刊上已经有所报道。罗素拒绝对这个消息进行核实，约翰·布赖特后来在议会上质询到：“为何不将这个信函信息公开给我们的人民？”
在华府，莱昂斯大使12月18日收到了正式公文和发给他的指示。莱昂斯按照指示，与12月19日会见了苏厄德国务卿，将英国的态度向他做了说明，但是并没有正式递交公文。苏厄德国务卿告诉莱昂斯大使，美国国务院在收到正式公文后7天内可以做出答复。根据苏厄德的要求，莱昂斯大使将英国政府文件的非正式副本交给了苏厄德国务卿，苏厄德立即将该文件面呈给林肯总统。12月21日星期六，莱昂斯大使拜访苏厄德，递交了英国的最后通牒，之后两人又做了一番交涉，最后同意在2天后再正式递交外交照会。莱昂斯和苏厄德一致同意，7天期限不视为英国政府正式照会的一部分。

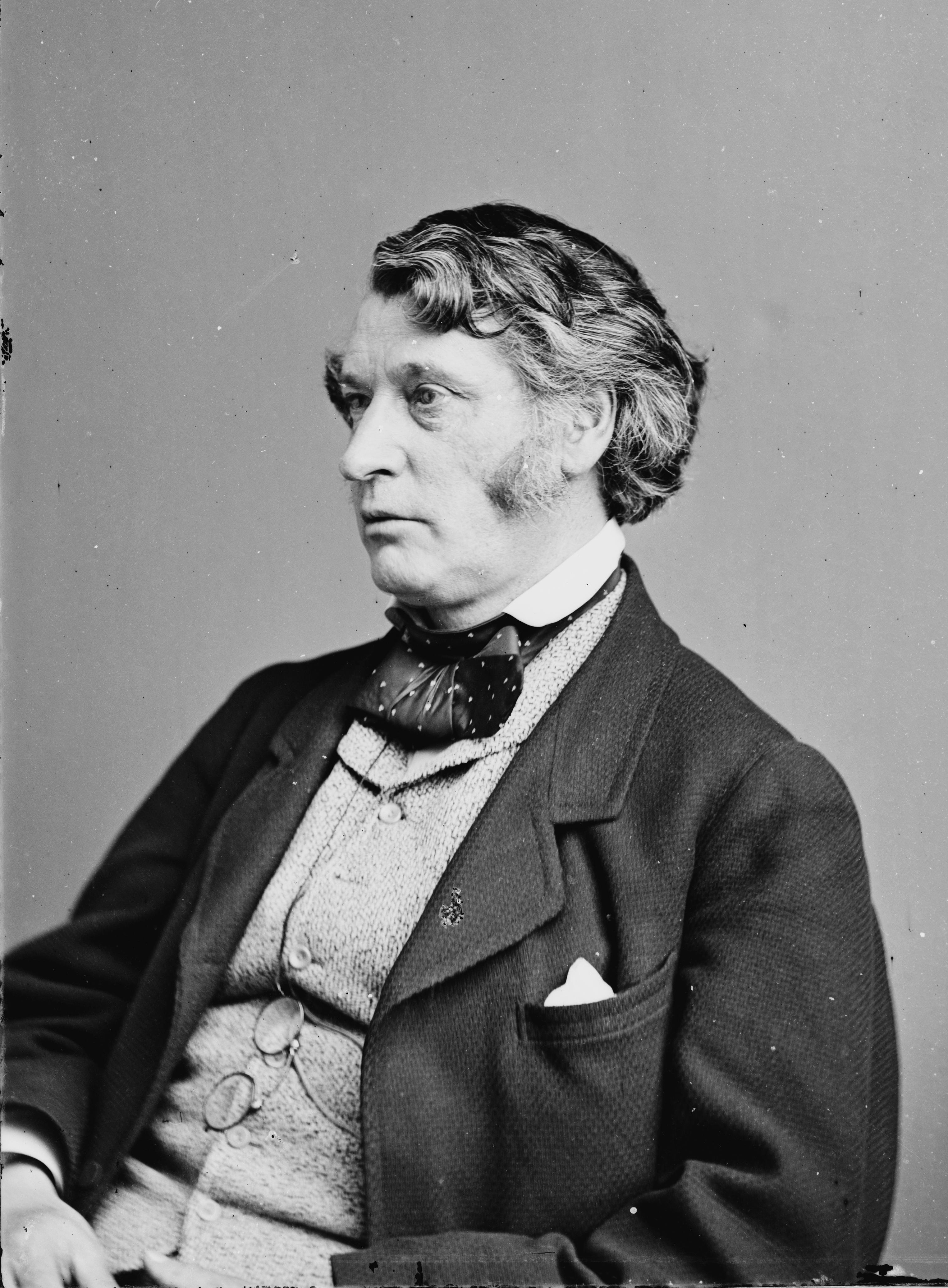
美国参议院外交委员会主席查尔斯·萨姆纳

作为林肯总统的外交顾问、参议院外交委员会主席查尔斯·萨姆纳虽然立即意识到有必要释放梅森和斯莱德尔，但是面对着当时处于亢奋状态的美国民众情绪，他只得保持沉默。萨姆纳去过英国，与英国的政治家有定期通信往来。12月他收到了来自英国反谷物法同盟的领导人约翰·布赖特、理查德·科布登的信件，里面传到了警告的信息。约翰·布赖特和理查德·科布登谈及了英国政府的备战状况和包括人们对威尔克斯舰长的行动是否具有合法性广泛质疑。英国的著名废奴主义者伊丽莎白·坎贝尔公爵夫人在写给萨姆纳的信中说到：“（逮捕使节）简直是疯狂的行为，如果（美国）政府没有战争的意图，这种行为完全是不可想象的。”
萨姆纳拿着这些信去见刚刚得知英国政府正式照会的林肯总统。萨姆纳和林肯在一周之后几乎每天碰面，商讨与英国交战的影响。12月24日，萨姆纳将英国打破北军的海上封锁而自行实行封锁，法国为承认南方联邦会在墨西哥和拉丁美洲进行活动，美国内战结束后（假设南方独立）英国会通过南方扩大英国工业的走私贸易从而压垮北方联邦的制造业等一系列担忧的设想一一做出了陈述。林肯考虑到可以亲自和莱昂斯大使会面，表示说：“我在五分钟内就可以表明我从内心希望和平”。萨姆纳认为这中会见在外交上不妥。两人最后同意，调停是最好的解决方式，于是预定在圣诞节早晨召开的内阁会议萨姆纳被邀请出席。
内阁会议召开之前，来自欧洲方面的信息传到了华府，25日白宫总统府收到了亚当斯大使于12月5日发出的信件。信件中写道：
目前这个国家（英国）民众群情激昂，这个消息在传到大洋彼岸之前，如果美国政府对威尔克斯舰长的行为不做任何解释而是听之任之，那么两国的冲突就不可避免。英国政府和民众就会相信这是美国政府有意使两国陷于敌对状态
与此同时，两封来自驻英国的美国领事的信函也送到了华府，一个是来自曼彻斯特，信中报告了英国以“最大的能量”积极加强军事准备；一个是来自伦敦，信中报告了英国在夜以继日地建立强大舰队。纽约报刊发行商瑟洛·威德为使温菲尔德·斯科特将军的文件广为流传，他从巴黎来到伦敦，并在发给苏厄德国务卿的信中写道：“从未知道过有如此迅速而又庞大的军事动员准备。”
伴随着所有的负面消息，法国也做出了正式反应。美国驻法大使威廉·戴顿把他和法国外交大臣爱德华·图弗内尔会晤的情况转告了苏厄德国务卿，在会谈中法国外务大臣认为威尔克斯舰长的行为“是明显地侵犯了国际法”，但是表明了“如果在英美两国之间发生任何战争，法国将以旁观者立场保持中立。”索维内尔的公文于圣诞节那天送交到了白宫，公文中敦促美国释放被俘者，并以此申明美法两国一直与英国争论不休在海上的中立国权利。
苏厄德国务卿在内阁会议召开之前，已经起草了回复英国的正式公函，在出席内阁会议的人员中，他是唯一的一个了解整个事件的来龙去脉，并主导事态进展的组织者。苏厄德的主要观点认为，释放被俘人员与美国对中立国的权利的传统立场相一致，民众对此也会认同。财长萨蒙·波特兰·蔡斯和司法部长愛德華·貝茨也被来自欧洲的各种的舆论强烈影响所左右，邮政部长蒙哥马利·布莱尔在会议之前就赞同释放被俘人员。林肯虽然坚持国际调停，但是得不到支持。反对的理由是因为国际调停旷日持久，英国也会变得越来越不耐烦。内阁会议当天没有得出结论，决定拿到第二天的会议继续讨论。林肯表示他希望自己本人来草拟公函。第二天的会议上，苏厄德国务卿的关于无条件释放被俘人员的提案获得了通过。林肯没有提出异议，后来林肯向苏厄德表示，他发现自己无法对苏厄德的立场提出令人信服的反驳。
苏厄德的回函是一篇“洋洋洒洒、高度政治化的公函”。苏厄德否认了英国对威尔克斯舰长擅自行动，拘押行为粗暴无礼的指责，而是认为拦截、搜查“特伦特号”是符合国际法的行为。威尔克斯犯下的唯一错误是没有将“特伦特号”拖拽至有司法管辖权的港口。为此，回应英国要求释放被俘人员是“按照我们一贯坚持的所有国家应该对我们做的事”。苏厄德的回函实际上承认了威尔克斯舰长是以战时状态对待被俘者，这次的拘捕行动等同于将英国公民从中立国船上强行逮捕。
莱昂斯大使于12月27日被召唤到苏厄德的办公室，接收了回函。莱昂斯将浏览了苏厄德的回函全部内容后，将释放被俘人员作为要点，将回函寄回到伦敦，并为决定在英国政府的下一个指示下达之前逗留在华盛顿。释放被俘人员的报道于12月29日见诸于报刊，大众的反应大都是肯定的。而反对者当中就有威尔克斯舰长本人，他认为：“这是屈膝下跪和放弃所有的成果”
梅森和弗莱德尔从拘押地的沃伦堡收容所被释放，他们在马萨诸塞州普羅溫斯敦搭乘上了英国海军“罗纳尔多号”军舰，驶往圣托马斯，在那里1月14日他们又换乘了驶往英国的南安普敦的邮轮。他们获释的消息于1月8日传到了英国。英国舆论认为这是英国外交上的胜利。英国首相论述苏厄德的回函中说谈及的“国际法诸多原则”与英国方面的解释不符，罗素外务大臣在给苏厄德回函中对法律的解释提出了异议，但总体来说，两国避免了一场危机。

## 事件之后
历史学家查尔斯·哈伯德（Charlies Hubbard）就解决危机方面，对美国当时的想法做出了论述：
“特伦特号事件”的结局对南方来说是一个重大打击。首先，自1861年夏天到秋天之间，南方积极推行的国际外交承认的活动遭到了遏制。通过这件事，英国认识到了美国（北方）虽然在必要时维护本国利益，但是它也会意识到遵守国际法的责任。其次，在英国和法国也认识到了，对美国内战，只要欧洲各国保持中立立场，就可以维持和平。
事件后，在1862年英法两国围绕着南方的外交承认问题进行了讨论，最后以调停方式提出了一个难以拒绝的解决方案。随着美国内战的激化，特别是夏羅之役的惨烈状况被广泛得知后，从人道主义立场出发，欧洲各国干预美国内战似乎更有理由。但是1862年9月美国政府发表的“解放奴隸宣言”后，凸显了奴隶制的问题是这场战争的核心。对安提頓戰役和“解放奴隶宣言”，英国方面的最初反应是，战争的激化升级只会引发南方奴隶们的反叛。到了1862年11月，欧洲各国对介入美国内战的态度就变得不再积极了。